# Fernitz-Mellach
Fernitz-Mellach är en kommun i Österrike. Den ligger i distriktet Graz-Umgebung i förbundslandet Steiermark.
Kommunen bildades vid en kommunreform i Steiermark 2015 genom en sammanslagning av kommunerna Fernitz och Mellach.
Den består av fem orter/ortsdelar (Ortschaften) (inom parentes invånarantal 1 januari 2024):
- Dillach (402)
- Enzelsdorf (292)
- Fernitz (3 145)
- Gnaning (403)
- Mellach (720)